# コーヒーリング効果

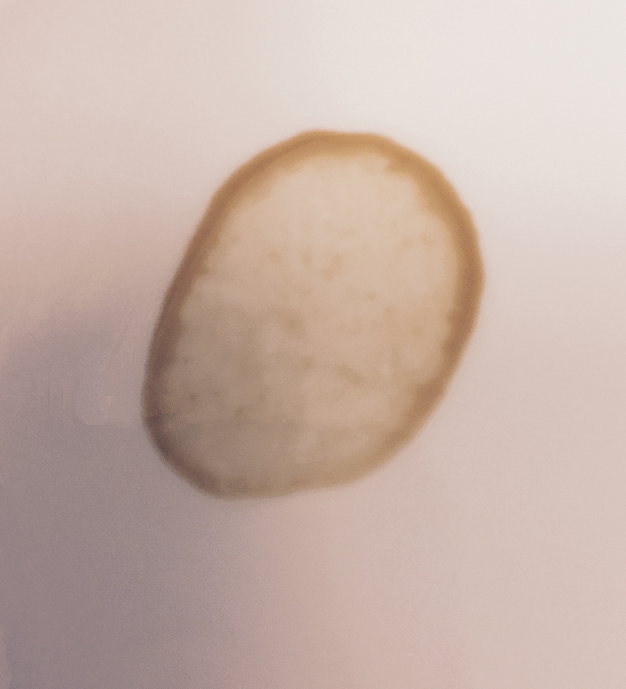
コーヒーの滴の蒸発により作られたしみ

物理学においてコーヒーリング（英: coffee ring）とは、粒子を含む液体が蒸発した後に現れる、リング状の蒸発残渣物で、1997年にロバート・D・ディーガンらにより報告された。こぼれたコーヒーが蒸発した後に、このような特徴的なリング状の析出物が現れることから名付けられた。ただし、これはコーヒーだけに見られる現象ではなく、例えば赤ワインをこぼした場合などでも見ることができる。これらや類似のリングの形成の背後にある機構はコーヒーリング効果（コーヒーリングこうか、英: coffee ring effect）として、他の例ではコーヒーステイン効果もしくは単にリングステインとして知られている。

## 流れのメカニズム
コーヒーリングのパターンはしずく全体に渡って異なる蒸発速度により誘発される毛管流から生じる。液体は液滴の縁から蒸発し、中心部の液体がそれを補充する。このような中心から外向きの流れは、ほぼ全ての分散質を縁の部分に運ぶことができる。時間の関数としてこの過程は「ラッシュアワー」効果を示す。すなわち、乾燥過程の最終段階において外向きの流れは急な加速を示す。
蒸発によりマランゴニ対流が液滴内部に誘起される。流れが強い場合、液滴の中心に粒子が戻る。したがって、粒子が縁に蓄積するためにはマランゴニ対流が弱いか、流れを妨げる何かが生じなければならない。例えば、界面活性剤を加えることで液体の表面張力勾配を小さくし誘起された流れを妨げることができる。水のマランゴニ対流はもともと弱く、天然の界面活性剤によっても著しく減少する。
液滴中の懸濁粒子と液滴の自由表面の相互作用は、コーヒーリングを作るうえで重要である。「液滴が蒸発すると、自由表面が落ち込み懸濁粒子は捕捉される...最終的に全ての粒子が自由表面に捕捉され、液滴の縁に向かう残りの行程の間ずっとそこにとどまる」。この結果は、液滴内部のバルク流を制御しようとするのではなく、界面活性剤を使用して液滴の表面張力を変化させることにより溶質粒子の動きを操作可能だということを意味する。

## 抑制

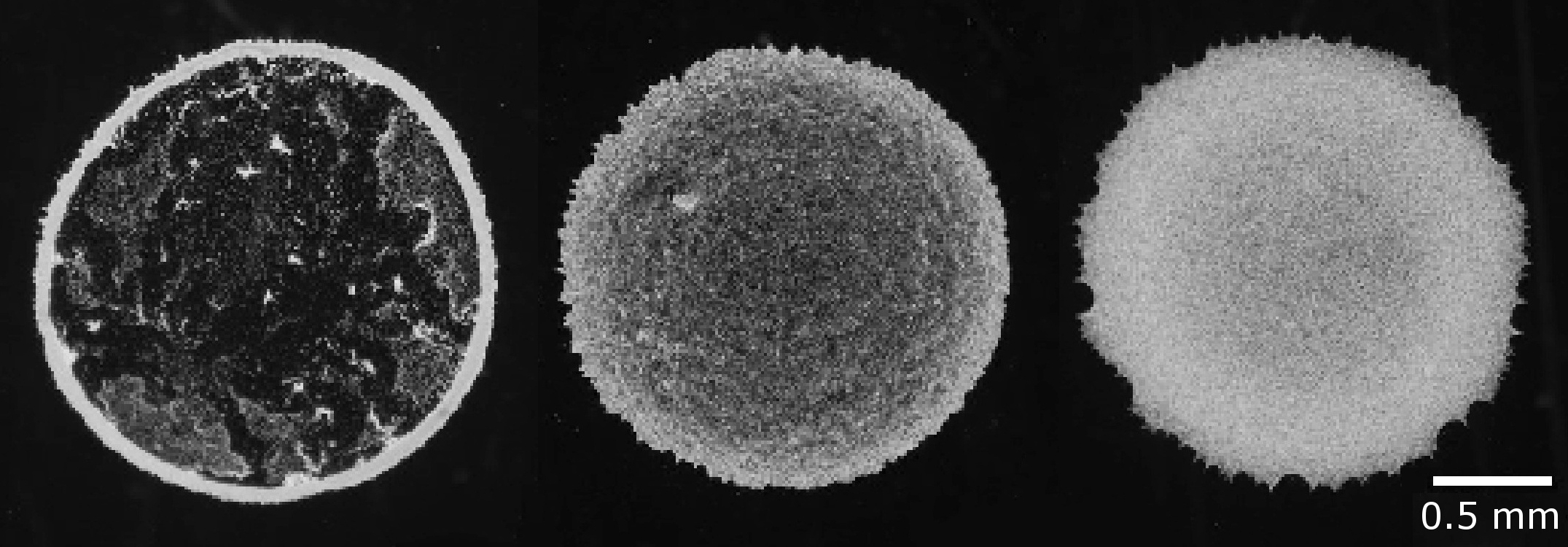
ポリスチレン粒子（直径1.4 µm）とセルロース繊維（直径約20 nm、長さ約1 µm）のコロイド混合物により作られたしみ。ポリスチレン濃度は0.1 wt%に固定され、セルロースの濃度は0（左）、0.01（中）、0.1（右）wt%である。

コーヒーリングのパターンは、プリンテッド・エレクトロニクスのように乾燥後の堆積物に均一な層を作らせる必要がある場合に有害となる。これはコーヒーリング効果を引き起こす球状粒子に対してセルロース繊維などの細長い粒子を添加することにより抑制することができる。添加する粒子の大きさおよび重量割合は主要な粒子よりも小さくてよい。
液滴内部の流れを制御することが均一な膜を生成するための強力な方法であるということも報告されている。例えば、蒸発中に起こる液滴中のマランゴニ流を利用することにより。
低沸点の溶媒と高沸点の溶媒の混合物はコーヒーリング効果を抑制し、沈殿した溶質形状をリング状からドット状に変化させることが示された。
基板温度の制御は水ベースのPEDOT:PSS溶液の液滴により形成されるコーヒーリングを抑制するのに有効な方法であることが示された。親水性・疎水性を問わず基板が加熱されていれば、マランゴニ対流の効果によってリングはより薄くなり、その内側にも沈殿物が現れる。
滑りやすい表面を持つ基板を用いて濡れ特性を制御すれば、滴の接触線のピン止めを防げる。それにより、接触線上についた粒子の数を減少させてコーヒーリング効果を抑制することができる。超疎水性もしくは液体がしみ込んだ表面上の滴は接触線がピン止めされる可能性が低く、リング形成を抑制する。
交流電圧によるエレクトロウェッティングは表面活性物質を加えることなくコーヒーステインを抑制することができる。接触線の近くの毛細管力が粒子に逆向きの運動を行わせてコーヒーリング効果を低減することもある。逆転は毛細管力が幾何学的制約により外向きのコーヒーリング流を越えるときにおこる。

## 大きさとパターンを決定する要因
コーヒーリングの下限の大きさは液体蒸発と懸濁粒子の運動の間の時間スケールの競合に依存する。液体が3相接触線の近くの粒子の動きよりもはるかに早く蒸発すると、コーヒーリングは上手く形成されない。代わりにこれらの粒子は完全に液体が蒸発した際に表面上に均一に分散する。100 nmの大きさの懸濁粒子の場合、コーヒーリング構造の最小の直径は10 µm、すなわち人間の毛の太さの約10分の1であることが分かっている。液中の粒子形状はコーヒーリング効果を左右する。多孔質の基板上では浸透、粒子運動、溶媒の蒸発どうしの競合が最終的な沈殿形態を支配する。
液滴の溶液のpHが最終的な沈着パターンに影響を与える。これらのパターン遷移は静電力およびファンデルワールス力のようなDLVO相互作用が粒子沈着過程をどのように変化させるかを考慮することにより説明される。

## 応用
基板上に粒子を規則配置させようとする研究者は、コーヒーリング効果を応用した対流堆積を行っている。そこでは静止した液滴を乾燥させる代わりに基板上でメニスカスを動かしていくことで毛管力駆動のアセンブリが行われる。このプロセスは、重力ではなく蒸発が基板に沿った流れを作り出すという点でディップコーティングとは異なる。
対流堆積は粒子の配向を制御することができ、その結果、半球状、二量体、ダンベル型の粒子などの非球状粒子から結晶性単層膜が形成される。配向は、蒸発が起こる薄いメニスカス層内で粒子の充填を最大にしようとする系で起きる。溶液中の粒子の体積分率を調整することにより、メニスカスの厚さが空間的に変化する状況においてどの厚さの場所でアセンブリが生じるかを制御できることが示されている。粒子は長軸方向の長さがその位置での液膜の厚さと等しいかどうかによって基板面に対して垂直に配向したり水平に配向したりする。このような厚さの遷移は球状粒子でも確認された。後に、ダンベル形状の粒子から長距離3次元コロイド結晶が作られ、対流アセンブリにより複数層にわたって粒子の配向を制御できることが示された。これらの発見はコロイド結晶膜の自己組織化をフォトニクスなどに応用するのに好適であった。近年の進歩により、コーヒーリング効果によるコロイド粒子のアセンブリを無機結晶の規則パターン形成に応用することが増えている。